# Звукова петля
Звукова петля (луп, від англ. loop) — фрагмент звукового або візуального запису, замкнутий в кільце (петлю) для його циклічного відтворення.
Для досягнення програвання «кільцем» використовуються найрізноманітніші пристосування. Спочатку це досягалося склеюванням магнітної або кінострічки з потрібним фрагментом в кільце з наступним циклічним відтворенням.
В електронній музиці такий же цикл утворюється повтором за допомогою відповідного програмного забезпечення і оцифрованого фрагмента, що зберігається в пам'яті пристрою. Створені «петлі» можуть бути повторені за допомогою ефектів затримки, «різання» між двома плеєрами, семплером і іншими інструментами.
У діджеїнгу використання петель — одна з базових технік при створенні композицій. Багато професійних звукорежисерських мікшерних пультів оснащені пристроєм для створення і імітації звукової петлі для кожного каналу. У кінематографі петлі використовуються при озвучуванні, дубляжі — робочий епізод запускається в студії звукозапису петлею.
Ранні приклади використання звукових петель — дитяча язичкова шарманка, механізм курантів в годиннику.